# Carmen Daniela

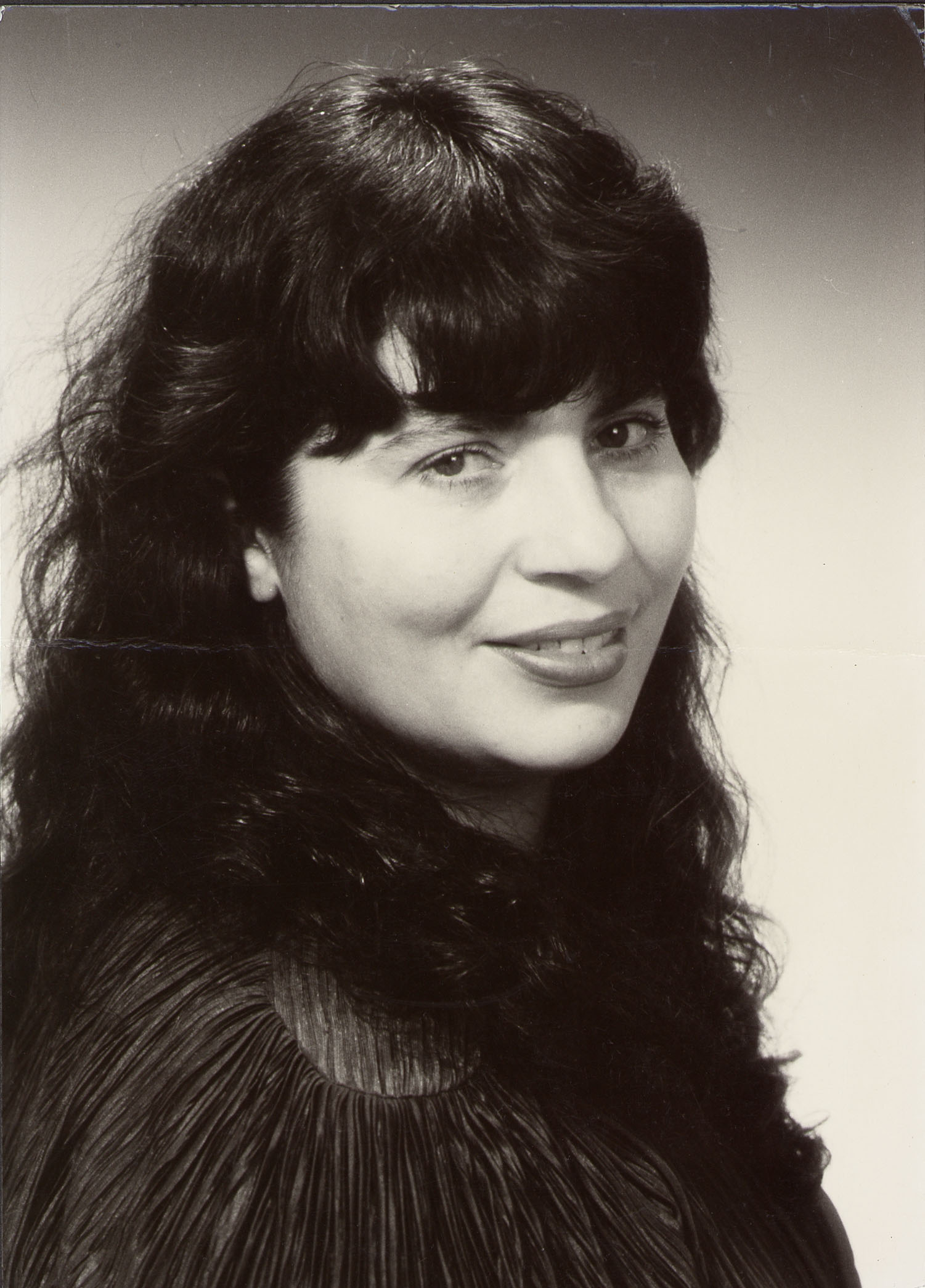
Carmen Daniela

Carmen Daniela Gililov (* 15. Oktober 1951 in Făgăraș, Rumänien) ist eine österreichische Pianistin rumänischer Herkunft. Sie besitzt die österreichische Staatsangehörigkeit und lebt im Bergischen Land.

## Leben
Carmen Daniela begann mit fünf Jahren, Klavier zu spielen. Zwei Jahre später entdeckte sie der Komponist Marțian Negrea. Im Alter von zehn Jahren schrieb sie eigene Kompositionen und wurde Schülerin des Komponisten Alfred Mendelsohn in Bukarest, der sie bei Fernsehsendungen präsentierte. Es folgten weitere Rundfunk- und Fernsehauftritte. Ein Stipendium führte sie 1968 zu Klavier- und Kompositions-Studien nach Wien. Nach den jeweiligen Examina wirkte sie bis 1975 für zwei Jahre als Dozentin im Hauptfach Klavier am Wiener Konservatorium. Kontakte zu Claudio Arrau, Jörg Demus und Paul Badura-Skoda sowie Studien bei Viola Thern und Roland Raupenstrauch sowie an der Hochschule der Künste Berlin bei Gerhard Puchelt und Helmut Riebensam vervollkommneten ihre Ausbildung in den Folgejahren. 1978 heiratete sie den Pianisten Pavel Gililov, mit dem sie bis zur Trennung im Jahr 2001 auch kammermusikalisch zusammenarbeitete.
Als Gastinterpretin trat sie bei Musikfestivals auf und war Intendantin der Internationalen Musikfestwochen in Burgen und Schlössern, die jährlich seit 1987 in Nordrhein-Westfalen durchgeführt werden. Sie leitete internationale Meisterkurse in Europa und Asien. Außerdem wirkte sie an der Aufführung des gesamten Klavierwerks von Joseph Haydn anlässlich seines 250. Geburtstages mit, welches innerhalb zweier Haydn-Interpretationskurse vorgestellt wurde. Bedeutung erhielt auch der Bach–Händel–Scarlatti–Meisterkurs zum 300. Geburtstag der Komponisten, dem sich ein internationaler Klavierwettbewerb anschloss.
1979 bis 1989 war Carmen Daniela Professorin für Klavier an der Universität zu Köln. Außerdem leitete sie von 1981 bis 2001 in Form einer Professur eine Meisterklasse im Hauptfach Klavier an den Musikhochschulen Rheinland (zuerst in Wuppertal, danach an der Robert Schumann Hochschule in Düsseldorf). Zu ihren Schüler zählen unter anderem Ralf-Peter Brinkmann, Heinz Walter Florin, Matthias Hutter und Michael Krücker.
1997 erfolgte ihre Berufung zur Direktorin der Wiener Kunstuniversität in Gwangju (Südkorea). Von 2001 bis 2003 war sie Direktorin der Musikschule in Bad Berleburg.
Neben Aufnahmen für Rundfunk und Fernsehen spielte sie unter anderem das gesamte Klavierwerk Joseph Haydns auf Schallplatte ein.

## Auszeichnungen
- 1978: Silbermedaille beim internationalen Giovanni-Battista-Viotti-Klavierwettbewerb in Vercelli
- 2020: Ehrennadel des Stadtverbandes Bergisch Gladbach für kulturelle ehrenamtliche Arbeit[1]

## Verein zur Förderung von künstlerischen Veranstaltungen in Burgen und Schlössern
Der gemeinnützige eingetragene Verein zur Förderung von künstlerischen Veranstaltungen in Burgen und Schlössern e. V. wurde im Jahr 1987 durch die jetzige Intendantin Carmen Daniela gegründet, die auch solistisch, kammermusikalisch, organisatorisch und als Moderatorin für den Verein fungiert. Die Kulturstiftung der Kreissparkasse Köln, die Kulturstiftung zur Förderung des rheinischen Kulturguts, die Kunst und Kulturstiftung NRW, die NRW-Stiftung, der BKM und das Land NRW sind Partner des Vereins. Dieser veranstaltet Konzerte, Meisterkurse, Seminare und Musikwettbewerbe unter den Namen Internationalen Musikfestwochen sowie städtische, Landes-, Bundes- und internationale Projekte. Ziel des Vereins ist es, unbekannte Musik zu entdecken und aufzuführen und junge Talente zu fördern. Bis zu 60 Konzerte im Jahr, an denen bekannte Interpreten wie Wiktor Wiktorowitsch Tretjakow, Mischa Maisky, Valery Oistrach, Pavel Gililov, Wolfgang Güttler, Gerard Caussé, Hartmut Rohde, Mikhail Bezverkhny bisher auftraten, werden häufig in historischen Gemäuern und in Kirchen durchgeführt. Besondere Akzente werden auf wertvolle unbekannte Rheinische Musik, Werke von Komponistinnen und auf die Verbindung zu anderen Kunstsparten gelegt.

## Schriften
- Siebenbürgen als Beispiel einer Symbiose europäischer Musikkulturen. In: Thede Kahl (Hrsg.), Von Hora, Doina und Lautaren. Einblicke in die rumänische Musik und Musikwissenschaft. Frank & Timme, Berlin 2016, ISBN 978-3-7329-0310-8, S. 363–381.

## Diskografie (Auswahl)
- Klavierwerke Gesamtausgabe: Joseph Haydn
- Die schönsten Klaviersonaten Vol. 1: Joseph Haydn
- Klavierwerke: Robert Schumann/Walter Giseler
- Die schönsten Klavierwerke: Ludwig van Beethoven
- Die schönsten Trios der Wiener Klassik: Joseph Haydn, Wolfgang Amadeus Mozart, Ludwig van Beethoven (Carmen Daniela – Klavier, Christiane Edinger – Violine, Barbara Marcinkowska – Cello)
- Die schönsten Klaviersuiten: Werke von Bach, Claude Debussy und George Enescu
- Die schönsten Werke der Romantik: Richard Strauss, Edvard Grieg (Carmen Daniela – Klavier, Barbara Marcinkowska – Cello)
- Meisterwerke des 20. Jahrhunderts
- Neue russische Kammermusik: Werke von Ivan Tscherepnin, Alexander Tscherepnin und Ivan Wyschnegradsky (Carmen Daniela – Klavier, Ruth Püster – Klavier, Pavel Gililov – Klavier, Herbert Drechsel – Klavier, Franz Klein – Klarinette, Ricarda Bröhl – Flöte, Christian Roderburg – Schlagzeug)
- Ungarische Tänze/Walzer: Johannes Brahms (Carmen Daniela – Klavier, Pavel Gililov – Klavier)
- Kammermusik – Sonaten HOB. XV/17,31,38: Joseph Haydn (Carmen Daniela – Klavier, Valerij Oistrach – Violine)
- Zauberklänge für die schönste Winterzeit (Carmen Daniela – E-Piano)
- Wasser, Wege, Wolken, Worte: CD im Buch
- Niederländische musikalische Perlen Live aus dem Konzert (Carmen Daniela – Klavier, Klaus Witkowski – Klarinette, Sybille Witkiwski – Sopran, Ulrike Joannou-Mittag – Sopran, Patrick Roman – Klavier)
- Werke von Reinecke, Debussy, Boulanger (Carmen Daniela – Klavier, Veronica Kraneis – Konzertflöte)

## Trivia
2008 wirkte Carmen Daniela in der RTL2-Doku-Soap Frauentausch (Folge 192) mit.